# Natascha Lusenti
Natascha Lusenti (Bienne, 5 dicembre 1971) è una giornalista, conduttrice televisiva e autrice televisiva svizzera di lingua italiana.

## Biografia
È nata da una famiglia svizzera italofona, di origini miste italiane e austriache: il suo bisnonno paterno era un anarchico italiano che, come altri attivisti della stessa area, si era rifugiato oltreconfine per sfuggire alla repressione politica; portò con sé la consorte, austriaca, e il loro figlio Gerhard, nonno paterno di Natascha, il quale assurgerà a calciatore di livello.
Il nome Natascha fu scelto dalla madre in onore di Nataša Rostova, protagonista di Guerra e pace di Lev Tolstoj. Oltre l'italiano, parla francese, inglese e tedesco.

## Carriera
Fino al 1991 lavora saltuariamente a Milano come modella.  Successivamente intraprende nella natìa Svizzera la carriera di giornalista con uno stage al Giornale del Popolo di Lugano nella redazione cronaca. Sempre in Svizzera scrive per il mensile Ticino Management. In Italia lavora invece con Enrico Deaglio a Diario. Nel 1999 arriva in televisione, sulla piattaforma televisiva satellitare D+, come autrice e conduttrice dei programmi Cinecinemag e Hollywood 26. Nel 2000 conduce Su e giù su Rai 1.
Dal 2002 al 2005 ha curato e condotto la trasmissione di approfondimento storico Atlantide - Storie di uomini e di mondi su LA7, e poi, sempre per la stessa rete ha collaborato anche a Impero con Valerio Massimo Manfredi. Ha anche lavorato a Rai 2, collaborando ai programmi di Michele Santoro Sciuscià e AnnoZero. Contemporaneamente ha collaborato come autrice e conduttrice al canale satellitare RaiSat Gambero Rosso Channel. Nel settembre 2010 è tornata su LA7 alla conduzione di Atlantide. Da novembre dello stesso anno conduce anche il programma QB Quanto Basta su Rai 5.
Nell'ottobre 2011 è autrice e conduttrice de Il mondo che verrà su LA7, realizzato assieme all'ex premier italiano Romano Prodi, mentre dal novembre successivo collabora al programma Gli intoccabili per la stessa rete. Sempre su LA7, il 25 aprile 2012 conduce L'importanza della carta stagnola con Marco Paolini. Nell'estate 2012 conduce sulla stessa emittente la versione estiva del programma In onda, assieme a Filippo Facci.
Dal 10 settembre dello stesso anno è a Radio 2, andando a sostituire Benedetta Tobagi alla conduzione di Caterpillar AM, assieme a Marco Ardemagni e Filippo Solibello. Nel 2013, insieme a Solibello, Ardemagni e Cinzia Poli, commenta per l'Italia la finale dell'Eurovision Song Contest su Rai 2. Dal novembre 2013 conduce inoltre su La3 il programma Taxi Populi. Dal 20 settembre 2014, insieme a Francesca Fornario e Simone Salis, conduce il programma di attualità e satira Ovunque6, sempre su Radio 2.

## Programmi TV
- Cinecinemag (1999)
- Hollywood 26 (1999)
- Su e giù (2000)
- Sciuscià (2001)
- Atlantide - Storie di uomini e di mondi (2002-2010)
- Annozero (2006)
- QB Quanto Basta (2008-2010)
- Il mondo che verrà (2011)
- L'importanza della carta stagnola (2012)
- In onda (2012)
- Eurovision Song Contest (2013)
- Taxi Populi (2013)

Come coautrice
- Impero (2008-2012)
- Gli intoccabili (2011-2012)

## Radio
- Caterpillar AM (2012-2014)
- Ovunque6 (2014-in corso)

## Opere
- Al mattino stringi forte i desideri, Milano, Garzanti, 2018, ISBN 978-88-11-60240-8.
- Il coraggio di contare, Milano, Il Saggiatore, 2024, ISBN 978-88-42-83-48-23.